# Шебанов, Иван Павлович
Ива́н Па́влович Шеба́нов (14 сентября 1903, Рышково, Курская губерния — 1 октября 1999, Москва) — советский военный и промышленный деятель, директор и главный конструктор КБ-1 завода № 81 Министерства авиационной промышленности СССР (ныне АО «МКБ „Искра“ имени И. И. Картукова»), лауреат Сталинской премии II степени (1942), полковник.

## Биография
Родился 14 сентября 1903 года в селе Рышково Дмитриевского уезда Курской губернии (ныне Курский район (Курская область)).
В 1931 году окончил Военно-воздушную академию РККА имени профессора Н. Е. Жуковского.
С 1931 по 1932 год — инженер-конструктор ЦАГИ.
С 1940 по 1941 год — главный конструктор завода № 32 НКАП.
С 1941 по 1943 год — главный конструктор завода № 454 НКАП.
С 1943 по 1945 год — главный конструктор завода № 487 НКАП.
С 1945 по 1946 год — заместитель начальника ОКБ завода № 43 МАП.
С 1946 по 1950 год — директор и главный конструктор КБ-1 завода № 81 МАП.
С 1950 по 1951 год — главный конструктор КБ-1 завода № 81 МАП.

## Награды и премии
- два ордена Красной Звезды (1943, 1945)
- орден Трудового Красного Знамени (1945)
- медали
- Сталинская премия II степени (10 апреля 1942) — за создание и внедрение в производство нового вида самолётов